# Czarna zgnilizna korzeni

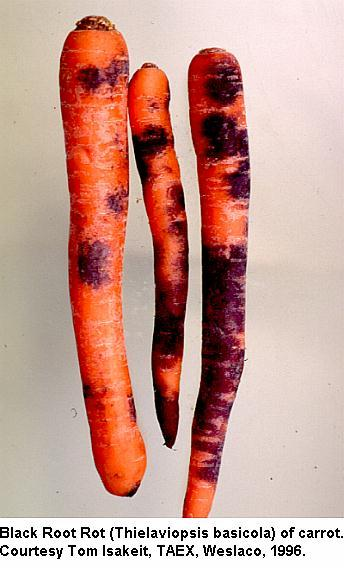
Czarna zgnilizna korzenia marchwi

Czarna zgnilizna korzeni – choroba roślin wywołana przez grzyby z gatunku Thielaviopsis basicola. Należy do grupy chorób zwanych czarnymi zgniliznami. Występują one na wielu gatunkach roślin i wywoływane są przez liczne patogeny.

## Występowanie i szkodliwość
Wywołana przez Thielaviopsis basicola czarna zgnilizna korzeni atakuje wiele gatunków roślin ozdobnych i warzyw. Wśród roślin ozdobnych są to gatunki należące do rodzajów begonia, starzec, difenbachia, wilczomlecz, kalanchoe, pelargonia, pierwiosnek i inne, wśród warzyw marchew zwyczajna, pomidor zwyczajny, groch. Występuje także na tytoniu.
Jest to choroba o dużej szkodliwości. Występuje w całym okresie wegetacji roślin, a również w przechowalniach. U kiełkujących roślin powoduje zgorzel siewek i ich obumieranie, u większych roślin ich zamieranie w różnych fazach rozwojowych, u zebranych już warzyw ich gnicie podczas przechowywania.

## Objawy
Gdy pojawi się na roślinach w okresie ich wegetacji, powoduje zgniliznę korzeni i podstawy łodyg. Objawia się to czarnymi plamami, a skutkuje  zahamowaniem wzrostu, chlorozą, oraz więdnięciem liści i pędów. Na czarnych plamach często można zaobserwować czarny nalot złożony z zarodników grzyba. U marchwi plamy początkowo pojawiają się głównie na korzeniach, blisko szyjki i mają długość 1–2 cm.

## Epidemiologia
Zarodniki patogenu mogą zimować na pozostawionych w glebie resztkach porażonych roślin, lub na przechowywanych warzywach czy sadzonkach. Wiosną wyrastają z nich strzępki, które wnikają do wnętrza korzeni i ich wiązek przewodzących. W tkankach porażonych roślin wytwarzane są chlamydospory, a na powierzchni chlamydospory i konidia. Obydwa typy zarodników rozprzestrzeniane są w glebie przez wodę i w sezonie wegetacyjnym powodują infekcje wtórne korzeni. Zaobserwowano, że czasami patogen może żyć jako saprotrof na martwych resztkach roślin.
Zakażeniom sprzyja duża wilgotność gleby i temperatury w zakresie 17-20° C (optymalne dla rozwoju patogenu). Choroba może przenieść się z chorej rośliny na zdrową, gdy stykają się ich korzenie. Zarodniki mogą przetrwać w glebie przez wiele lat.

## Ochrona
W Polsce nie stosuje się ochrony chemicznej, można jedynie zapobiegać chorobie poprzez:
- sadzenie zdrowych sadzonek
- płodozmian
- uprawę odmian odpornych
- sterylizację narzędzi rolniczych

Rozwój patogenu ogranicza lekko kwaśny odczyn gleby (ph<5,6). Czasami niezbędne jest chemiczne odkażenie gleby za pomocą bromku metylu. W niektórych krajach (np. w USA) stosuje się chemiczne zwalczanie choroby za pomocą fungicydów zawierających tiofanat metylowy. Skuteczne jest jednak tylko na samym początku choroby. Zapobiegawczo stosuje się także ochronę biologiczną przez dodawanie do gleby preparatów zawierających grzyby Trichoderma harzianum, które działają antagonistycznie w stosunku do Thielaviopsis basicola.